# Henryk Radosław Stolzman
Henryk Radosław Stolzman (ur. 15 lipca 1834 w Krakowie, zm. 21 lutego 1901 w Warszawie) – polski malarz.

## Życiorys
Był synem Filipa Marcina Stolzmana i Ewy z Klassenów. Ojciec Radosława walczył w powstaniu listopadowym i został zesłany na Syberię. Po powrocie z zesłania zamieszkał w Krakowie, gdzie urodził mu się syn Henryk Radosław, a po otrzymaniu amnestii ok. 1850 wraz z rodziną powrócił do Warszawy. Był członkiem loży masońskiej „Halle der Beständigkeit” (Świątynia Stałości). Zmarł w Warszawie, został pochowany na cmentarzu ewangelicko-augsburskim.
Po ukończeniu warszawskiego Gimnazjum Realnego w latach 1849–1855 Henryk Radosław Stolzman studiował malarstwo w tamtejszej Szkole Sztuk Pięknych u Rafała Hadziewicza, Marcina Zaleskiego, Jana Ksawerego Kaniewskiego i Chrystiana Breslauera.
Henryk Radosław Stolzman kontynuował studia od dnia 28 października 1857 na Akademii Sztuk Pięknych w Monachium u Wilhelma von Kaulbacha.
Był w roku 1860 współzałożycielem Towarzystwa Zachęty Sztuk PIęknych w Warszawie i brał udział w jego wystawach.
13 lipca 1862 poślubił Ludwikę z Jastrzębskich, wdowę po adwokacie Tomaszu Prylińskim, przy czym ślub odbył się w dwóch obrządkach: ewangelickim i rzymskokatolickim. Po ślubie wraz z żoną i pasierbami wyjechał do Niemiec.
Po powrocie w roku 1865 zamieszkał w należącej do żony kamienicy na rogu ulic Miodowej i Dzikiej.
Pracował jako nauczyciel rysunku i malarstwa.  W roku 1867 wyjechał do Włoch i zamieszkał w Mediolanie. Również tam działał jako portrecista i pedagog. W roku 1877 przeniósł się do Parmy, a w grudniu 1878 do Florencji. W roku 1888 powrócił do Polski i po krótkim pobycie w Krakowie zamieszkał w Warszawie. Zmarł w Warszawie, ale pochowany został na cmentarzu ewangelicko-augsburskim w Warszawie.